# Дашкевичі
Дашке́вичі (Дашко́вичі) (пол. Daszkiewicze, Daszkowicze) — український боярський і козацький рід.

Одним з найвизначніших представників роду Дашкевичів є Остафій Дашкевич, внук Дашка, один з перших отаманів Війська Запорозького.